# Örebro Nikolai församling
Örebro Nikolai församling är en församling i Örebro pastorat i Norra Närkes kontrakt i Strängnäs stift i Svenska kyrkan. Församlingen ligger i Örebro kommun i Örebro län.

## Administrativ historik
Församlingen har medeltida ursprung med namnet Örebro församling. 1913 utbröts Örebro norra församling (Olaus Petri) samtidigt som församlingen namnändrades till Örebro södra församling som sedan 1 maj 1921 namnändrades till nuvarande namn. År 1995 utbröts Adolfsbergs församling ur denna församling.
Församlingen var före 1300 annexförsamling i pastoratet Längbro, Örebro och Ånsta, därefter till 1878 moderförsamling i pastoratet Örebro, Ånsta, Längbro och Almby samt från 1878 till 1 maj 1902 moderförsamling i pastoratet Örebro, Ånsta och Längbro. Församlingen utgjorde från 1 maj 1902 till 1913 ett eget pastorat för att efter utbrytning och namnändring från 1913 till 1 maj 1921 vara moderförsamling i pastoratet Örebro södra och Örebro norra. Från 1 maj 1921 till 2014 utgjorde församlingen ett eget pastorat. Från 2014 ingår församlingen i Örebro pastorat.

## Organister
| Ämbetstid | Namn                     | Levnadstid | Övrigt                    |
| --------- | ------------------------ | ---------- | ------------------------- |
| 1681-1686 | Albinus                  |            | Organist                  |
| 1691-1699 | Michael Dedick           |            | Organist                  |
| 1712–1717 | Erich Nordbohm           |            | Organist                  |
| 1718–1719 | Lars Wall                |            | Organist                  |
| 1719–1722 | Johan Wall               |            | Organist                  |
| 1723–1735 | Petter Lenning           |            | Organist                  |
| 1738      | Lenning                  |            | Organist                  |
| 1745      | Gabriel Gärtner          | 1715–1792  | Organist                  |
| 1760-1783 | Johan Lenning            | 1709-      | Organist                  |
| 1767–1785 | Jonas Morell             | 1720–      | Klockare.                 |
| 1796–1800 | Johan Dettlof Haques     | 1743–      | Klockare.                 |
| 1806–1809 | Johan Gottfrid Zaar      | 1754–      | Kantor och kammarmusiker. |
| 1787–1824 | Pehr Granlund            | 1756–1824  | Klockare och organist.    |
| 1826–1840 | Anders Lundvall          | 1779–1840  | Direktör.                 |
| 1841–     | Karl Johan Lewerth       | 1818–1888  | Organist.                 |
| 1840–1860 | Adolph Fredrik Hedin     | 1818–1875  | Klockare.                 |
| 1951–1964 | Back Olof Enar Andersson | 1909–      | Organist.                 |

## Kyrkor
- Sankt Nicolai kyrka